# الشيخ زياد
قرية الشيخ زياد هي إحدى القرى التابعة لمركز مغاغة بمحافظة المنيا في جمهورية مصر العربية. حسب إحصاءات سنة 2006، بلغ إجمالي السكان في الشيخ زياد 19283 نسمة، منهم 9889 رجلا و9394 امرأة.